# Cinnyris bouvieri
Cinnyris bouvieri е вид птица от семейство Nectariniidae.